# Dragoș-Ionel Gunia
Dragoș-Ionel Gunia (n. 19 iulie 1977

) este un deputat român, ales în 2012.